# Parlamentswahl in der Türkei 1943

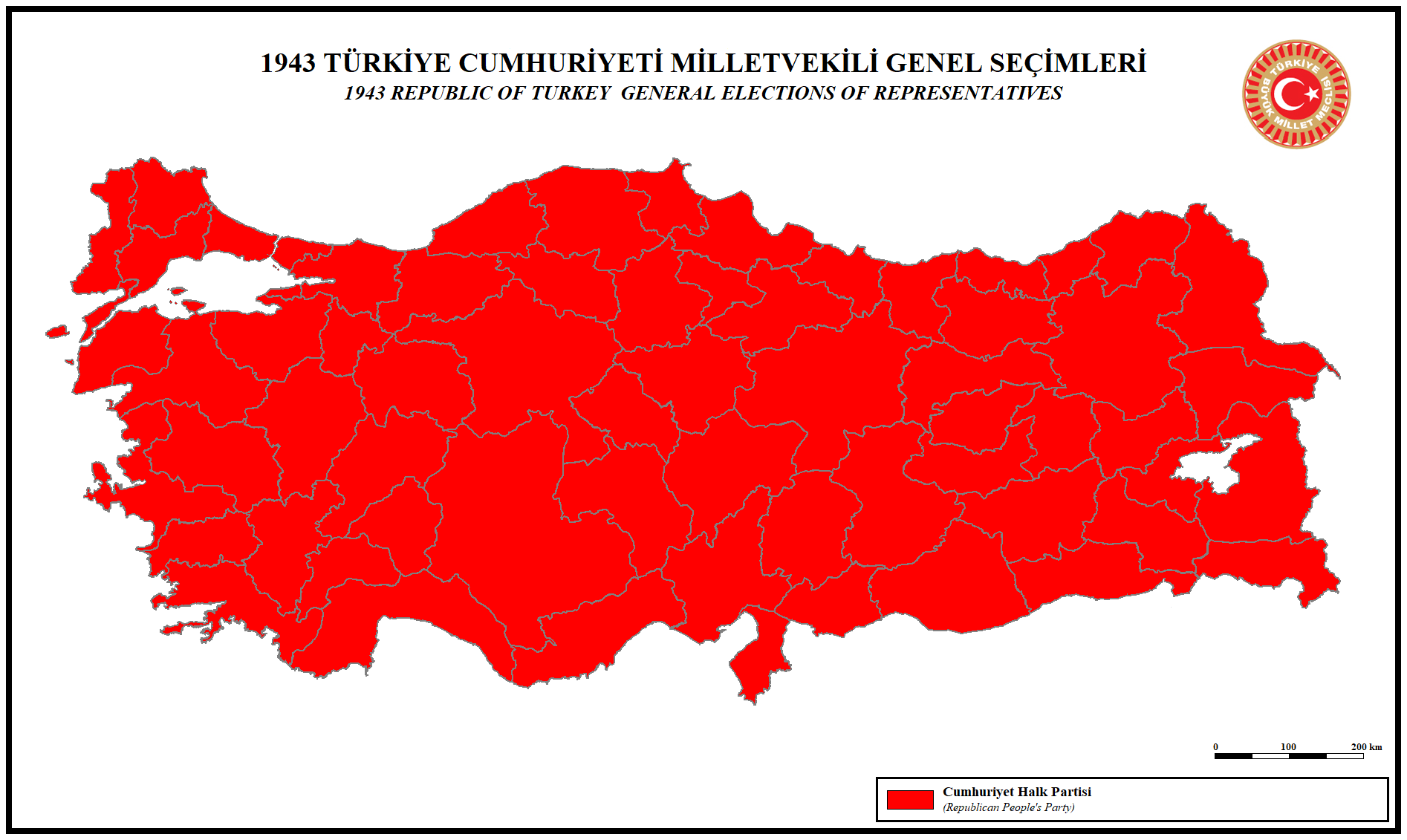

Im Jahre 1943 fanden in der Türkei Parlamentswahlen statt, und zwar am 28. Februar des Jahres.
Die Wahl fand das letzte Mal im Rahmen des Einparteiensystems statt, wobei der Nationale Chef Präsident Ismet Inönü dieses Mal weitaus mehr unabhängige und parteilose Kandidaten zuließ. Als Partei trat bislang nur die Cumhuriyet Halk Partisi an. Nach der Wahl wurde am 8. März 1943 die Große Nationalversammlung der Türkei eröffnet und Inönü beauftragte Şükrü Saracoğlu als Regierungschef mit der Kabinettsbildung.